# ATI-Radeon-HD-2000-Serie
Die Radeon-HD-2000-Serie ist eine Serie von Desktop-Grafikchips des Unternehmens AMD und Nachfolger der Radeon-X1000-Serie. Sie ist damit die sechste Generation der Grafikprozessoren mit dem Namen ATI Radeon. Alle Grafikprozessoren dieser Serie unterstützen Pixel-, Geometrie- und Vertexshader 4.0 nach DirectX 10. Die mobilen Grafiklösungen werden als ATI-Mobility-Radeon-HD-2000-Serie vermarktet. Abgelöst wurde sie von der ATI-Radeon-HD-3000-Serie.

## Geschichte

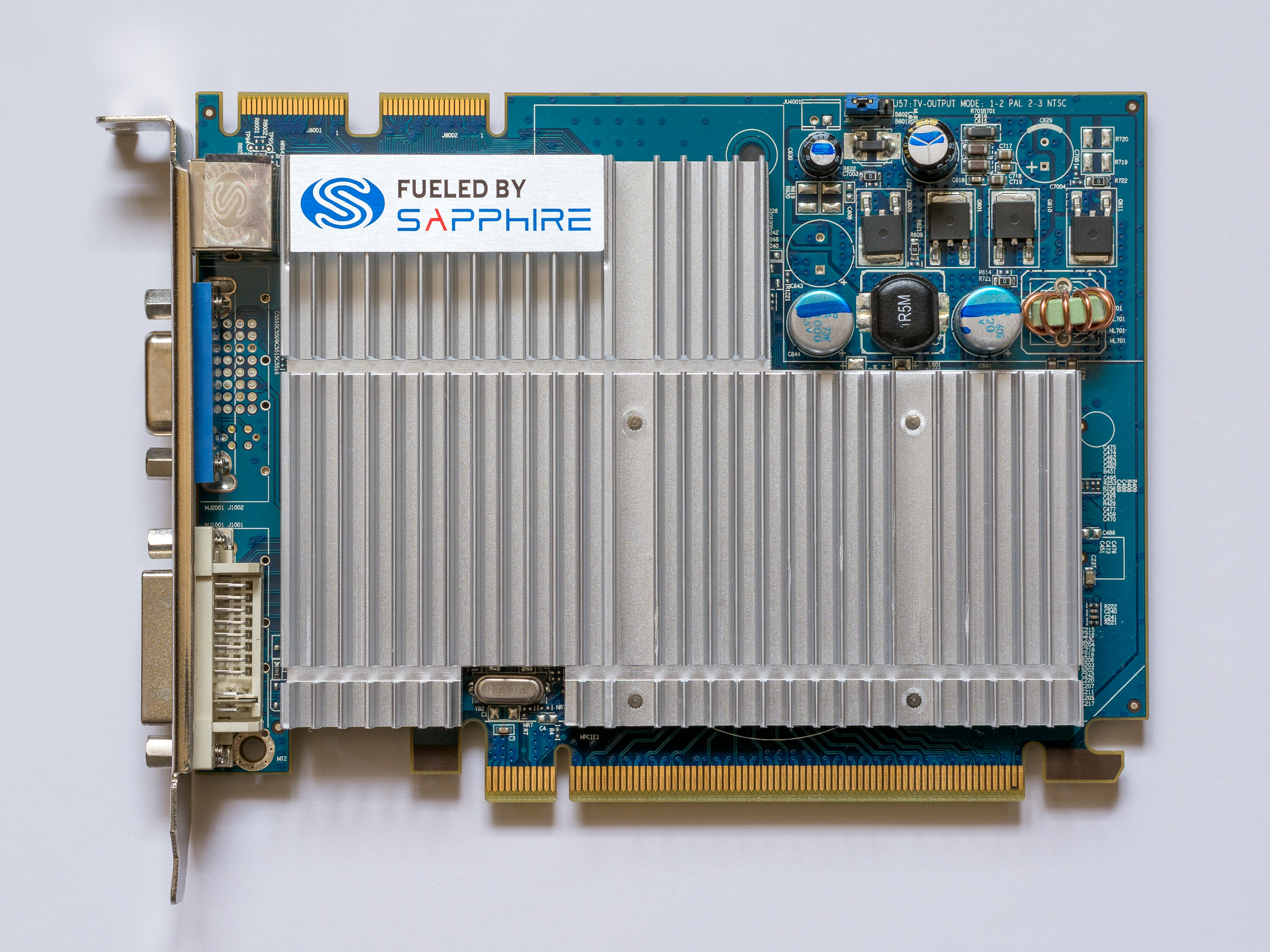
Radeon HD 2400 XT von Sapphire mit passiver Kühlung

Die Architektur der R600-Grafikprozessoren und deren Derivate, welche in der Radeon-HD-2000-Serie zum Einsatz kommen, ist, obwohl sie noch nie in Grafikkarten für PCs verwendet wurde, nicht völlig neu. Sie basiert im Grundsatz auf der Xenos-Architektur der Grafikprozessoren der Xbox 360, welche den Codenamen R400 trugen. Zu dem Zeitpunkt, als die Architektur für die Xbox 360 erstellt wurde, war es geplant, auch die Desktop-Variante auf dieser Architektur zu erstellen. Diese Idee wurde dann allerdings verworfen, und sowohl die Radeon-X-Serie als auch die Radeon-X1000-Serie entstanden noch auf Grundlage der zweiten Radeon-Architektur, welche ab der Radeon-8000-Serie verwendet wurde.
Nach den ersten Planungen von AMD sollte die Radeon-HD-2000-Serie noch vor Weihnachten 2006 veröffentlicht werden. Dieser Termin konnte allerdings nicht gehalten werden, tatsächlich wurde sie sowohl nach Windows Vista (mit welchem DirectX 10 eingeführt wurde) als auch nach Nvidias Konkurrenzserie GeForce 8 eingeführt. Nvidia schaffte es sogar, nicht nur die High-End-Modelle vor AMD zu präsentieren, sondern auch die Mainstream-Karten wurden im April 2007, und somit noch vor dem Erscheinen der HD-2000-Serie, vorgestellt und verkauft.
Im Gegensatz zur Konkurrenz stellte AMD am 14. Mai 2007 dann nicht nur das High-End-Modell (HD 2900 XT) vor, sondern präsentierte ebenfalls die technischen Daten der Mainstream-Grafikkarten (HD 2600) und der Low-End-Grafikkarten (HD 2400). Sofort verkäuflich war allerdings nur die Radeon HD 2900 XT.
Überraschenderweise stellte AMD das Topmodell zum Launch der HD-2000-Serie, die Radeon HD 2900 XT nicht gegen die Topmodelle Nvidias, der GeForce 8800 Ultra oder GTX, sondern preislich und leistungsmäßig nur gegen die etwas langsamere 8800 GTS. In dieser Hinsicht konnte die Radeon HD 2900 XT nicht in allen Punkten überzeugen. Zudem besitzt die Radeon HD 2900 XT eine sehr hohe Leistungsaufnahme, die alle zum Zeitpunkt der Vorstellung am Markt befindlichen – auch schnelleren – Desktop-Grafikkarten übertrifft. Der im August 2007 erschienene Catalyst-7.8-Treiber brachte etwas mehr Leistung unter AA und AF. Der Catalyst 7.10 (Oktober 2007) beseitigte weitere Treiberfehler (wenn auch nicht alle) unter Windows Vista und steigerte die Leistung bei Crossfire-Systemen. Ein von manchen erhoffter oder erwarteter „Wundertreiber“ der die Leistung der HD 2900 XT auf ein Niveau bringt, das der hohen Leistungsaufnahme entspricht, blieb aber aus.
Am 28. Juni 2007 folgte dann auch die komplette Vorstellung der Mainstream- und Low-End-Grafikkarten, was sich unter anderem in dem Fall der Verschwiegenheitserklärungen (NDAs) für Benchmarks widerspiegelte. Die ersten in 65-nm-Fertigungstechnik produzierten Grafikprozessoren waren in Sachen Leistungsaufnahme genau das Gegenteil der Radeon HD 2900 XT: Für DirectX-10-Grafikkarten stellte die HD-2400-Serie neue Rekordwerte in Sachen niedriger Leistungsaufnahme auf, doch auch die HD-2600-Serie war sehr genügsam. In den auf diesen Serien genutzten Grafikprozessoren ist auch zum ersten Mal der Unified Video Decoder eingebaut, über den Filmmaterial ohne große Prozessorlast über die Grafikkarten decodiert werden kann.
Im Herbst 2007 folgten dann weitere Ergänzungen der Produktpalette. Zunächst wurde im September die Radeon HD 2600 XT X2 von den Boardpartnern präsentiert. Für diese Grafikkarte wurde ein völlig neues Platinenlayout entwickelt, da sie über zwei Grafikprozessoren auf einer Grafikkarte verfügt. Dies spiegelte sich auch im Verkaufspreis wider, weswegen verhältnismäßig wenig Chargen produziert wurden. Da AMD Anfang 2008 mit der Radeon HD 3870 X2 eine Dual-Grafikchip-Karte im High-End platzierte, dürften auch die durch die Entwicklung gewonnenen Erfahrungen ein Argument gewesen sein, diese zu produzieren.
Da Ende 2007 mit dem RV670 (HD-3800-Serie) der Nachfolger des R600 anstand, führte AMD im Herbst 2007 noch die Radeon HD 2900 Pro sowie die Radeon HD 2900 GT ein, über die die Lagerbestände an R600-Chips verkauft werden sollten. Sie basierten auf demselben Platinen-Layout wie die Radeon HD 2900 XT und wurden auch mit derselben Kühlerkonstruktion ausgestattet. Aufgrund der Platzierung als Produkt zum Ausverkauf des R600 waren beide Grafikkarten sehr preisgünstig angesetzt und nur kurz am Markt.

## Technisches

### Unified Shader
Wie auch bei Nvidias Konkurrenzserie kommen bei der Radeon-HD-2000-Serie erstmals Unified Shader zum Einsatz. Die Evolution der Technik hat dazu geführt, dass man nicht mehr wirklich nach Quads im herkömmlichen Sinne unterscheiden kann, da es keine Rendering-Pipelines mehr gibt, Verbundeinheiten existieren jedoch weiterhin. Die Aufgaben der Pixelpipelines, Vertex- und Pixel-Shader aus den Rendering-Pipelines übernehmen jetzt sogenannte Streamprozessoren (SPs) mit.
Diese unterscheiden sich im Vergleich zur Konkurrenz jedoch deutlich: Je fünf Streamprozessoren werden zu einer Shadereinheit zusammengefasst. Von diesen Quintetts bilden wiederum je nach Modell vier bis 16 Stück einen Shader-Cluster, der folglich aus 20, 40 oder 80 Streamprozessoren besteht. Innerhalb einer Shadereinheit können alle Streamprozessoren Multiplikations- und Additions-Operationen (MAD) durchführen, einer hat jedoch zusätzlich die Fähigkeit transzendente Funktionen (z. B. Sinus- und Logarithmusberechnungen) durchzuführen. Diese fünf Streamprozessoren können unabhängig voneinander skalare Befehle ausführen, was AMD als „superskalar“ bezeichnet. Gleichzeitig arbeiten sie jedoch auch parallel, was zur Folge hat, dass kein Streamprozessor eine Operation berechnen kann, die vom Ergebnis einer Operation eines anderen Streamprozessors in dieser Shadereinheit abhängig ist. Dies kann zur Folge haben, dass einzelne Streamprozessoren leerlaufen, sofern der Treiber keine anderen sinnvollen Berechnungen findet und somit die theoretische maximale Leistungsfähigkeit des Grafikprozessors nicht ausgenutzt werden kann.
Die Textureinheiten (TMUs) sind parallel zu den Shaderclustern angeordnet und bilden einen TMU-Cluster. Die Anzahl der TMUs entspricht dabei der Größe der Shadercluster. Das heißt, die GPU mit kleinen Shaderclustern (RV610) besitzt 4 TMUs, die mit mittlerer Clustergröße 8 TMUs und R600 schließlich 16 TMUs. Dieses ermöglicht bei der R600-Architektur das Shader/TMU-Verhältnis recht fein zu wählen bzw. Textur- und Shaderleistung in gewissen Grenzen unabhängig voneinander zu gestalten.

### Grafikprozessoren
Innerhalb der Radeon-HD-2000-Serie kommen unterschiedliche Grafikprozessoren zum Einsatz, die sich hinsichtlich der 3D-Fähigkeiten unterscheiden.
| Grafik- chip | Fertigung | Fertigung      | Fertigung   | Einheiten | Einheiten           | Einheiten         | Einheiten       | Einheiten       | Einheiten       | DirectX / OpenGL Version | Video- prozessor | Schnitt- stelle |
| Grafik- chip | Prozess   | Transi- storen | Die- Fläche | ROPs      | Unified-Shader      | Unified-Shader    | Unified-Shader  | Textureinheiten | Textureinheiten | DirectX / OpenGL Version | Video- prozessor | Schnitt- stelle |
| Grafik- chip | Prozess   | Transi- storen | Die- Fläche | ROPs      | Stream- prozessoren | Shader- Einheiten | Shader- Cluster | TAUs            | TMUs            | DirectX / OpenGL Version | Video- prozessor | Schnitt- stelle |
| ------------ | --------- | -------------- | ----------- | --------- | ------------------- | ----------------- | --------------- | --------------- | --------------- | ------------------------ | ---------------- | --------------- |
| RV610        | 65 nm     | 180 Mio.       | 082 mm²     | 04        | 040                 | 08× 5D-VLIW       | 2               | 08              | 04              | 10.0 / 3.3               | UVD 1.0          | PCIe            |
| RV630        | 65 nm     | 390 Mio.       | 153 mm²     | 04        | 120                 | 24× 5D-VLIW       | 3               | 16              | 08              | 10.0 / 3.3               | UVD 1.0          | PCIe            |
| R600         | 80 nm     | 720 Mio.       | 408 mm²     | 16        | 320                 | 64× 5D-VLIW       | 4               | 32              | 16              | 10.0 / 3.3               | -                | PCIe            |

## Namensgebung
Alle Grafikkarten werden mit einer vierstelligen Nummer bezeichnet, die generell mit „HD 2“ beginnen. Die zweite Ziffer teilt dann die Familie in verschiedene Marktsegmente auf. Die dritte und vierte Ziffer dienen einer weiteren Diversifizierung. Weiterhin sind diese Modelle nochmals in verschiedene Varianten unterteilt. Diese werden mit einem entsprechenden Kürzel hinter der Modellnummer gekennzeichnet.
Aufteilung:
- HD 29xx: Performance und High-End
- HD 26xx: Mainstream
- HD 24xx: Low-End

Buchstabenkürzel:
- GT – Budgetversion eines Chips mit deaktivierten Streamprozessoren
- Pro – Standardversion eines Chips, im Vergleich zur XT niedrige Taktraten und teils langsamerer Speicher
- XT – leistungsfähige Version in allen Segmenten

## Modelldaten
| Modell               | Offizieller Launch | Grafikprozessor (GPU) | Grafikprozessor (GPU) | Grafikprozessor (GPU) | Grafikprozessor (GPU) | Grafikprozessor (GPU) | Grafikprozessor (GPU) | Grafikprozessor (GPU) | Grafikspeicher | Grafikspeicher | Grafikspeicher | Grafikspeicher      | TDP (Watt) |
| Modell               | Offizieller Launch | Typ                   | Aktive Einheiten      | Aktive Einheiten      | Aktive Einheiten      | Aktive Einheiten      | Aktive Einheiten      | Takt (MHz)            | Größe (MB)     | Takt (MHz)     | Typ            | Speicher- interface | TDP (Watt) |
| Modell               | Offizieller Launch | Typ                   | ROPs                  | Shader- Cluster       | Stream- prozessoren   | TAUs                  | TMUs                  | Takt (MHz)            | Größe (MB)     | Takt (MHz)     | Typ            | Speicher- interface | TDP (Watt) |
| -------------------- | ------------------ | --------------------- | --------------------- | --------------------- | --------------------- | --------------------- | --------------------- | --------------------- | -------------- | -------------- | -------------- | ------------------- | ---------- |
| Radeon HD 2350       | 28. Jun. 2007      | RV610                 | 4                     | 2                     | 40                    | 8                     | 4                     | 525                   | 128 256        | 400            | DDR2           | 64 Bit              | 25         |
| Radeon HD 2400 Pro   | 28. Jun. 2007      | RV610                 | 4                     | 2                     | 40                    | 8                     | 4                     | 525                   | 128 256        | 400            | DDR2           | 64 Bit              | 25         |
| Radeon HD 2400 XT    | 28. Jun. 2007      | RV610                 | 4                     | 2                     | 40                    | 8                     | 4                     | 700                   | 256            | 700            | GDDR3          | 64 Bit              | 25         |
| Radeon HD 2600 Pro   | 28. Jun. 2007      | RV630                 | 4                     | 3                     | 120                   | 16                    | 8                     | 600                   | 256 512        | 400            | DDR2           | 128 Bit             | 45         |
| Radeon HD 2600 XT    | 28. Jun. 2007      | RV630                 | 4                     | 3                     | 120                   | 16                    | 8                     | 800                   | 256 512        | 700            | GDDR3          | 128 Bit             | 50         |
| Radeon HD 2600 XT    | 28. Jun. 2007      | RV630                 | 4                     | 3                     | 120                   | 16                    | 8                     | 800                   | 256 512        | 1100           | GDDR4          | 128 Bit             | 50         |
| Radeon HD 2600 XT X2 | 26. Sep. 2007      | 2×RV630               | 2×4                   | 2×3                   | 2×120                 | 2×16                  | 2×8                   | 800                   | 2×256 2×512    | 700            | GDDR3          | 2×128 Bit           | 100        |
| Radeon HD 2900 GT    | 6. Nov. 2007       | R600                  | 8                     | 3                     | 240                   | 32                    | 16                    | 600                   | 256            | 800            | GDDR3          | 256 Bit             | 150        |
| Radeon HD 2900 Pro   | 25. Sep. 2007      | R600                  | 16                    | 4                     | 320                   | 32                    | 16                    | 600                   | 512            | 800            | GDDR3          | 256 Bit             | 200        |
| Radeon HD 2900 Pro   | 25. Sep. 2007      | R600                  | 16                    | 4                     | 320                   | 32                    | 16                    | 600                   | 512            | 800            | GDDR3          | 512 Bit             | 200        |
| Radeon HD 2900 Pro   | 25. Sep. 2007      | R600                  | 16                    | 4                     | 320                   | 32                    | 16                    | 600                   | 1024           | 925            | GDDR4          | 512 Bit             | 200        |
| Radeon HD 2900 XT    | 14. Mai 2007       | R600                  | 16                    | 4                     | 320                   | 32                    | 16                    | 742                   | 512            | 828            | GDDR3          | 512 Bit             | 215        |
| Radeon HD 2900 XT    | 14. Mai 2007       | R600                  | 16                    | 4                     | 320                   | 32                    | 16                    | 742                   | 1024           | 1000           | GDDR4          | 512 Bit             | 215        |

Hinweise
- Die angegebenen Taktraten sind die von AMD empfohlenen bzw. festgelegten. Allerdings liegt die finale Festlegung der Taktraten in den Händen der jeweiligen Grafikkarten-Hersteller. Daher ist es durchaus möglich, dass es Grafikkarten-Modelle gibt oder geben wird, die abweichende Taktraten besitzen.
- Angaben in runden Klammern bedeuten, dass es gebräuchliche Retail-Versionen von verschiedenen Herstellern mit dieser Ausstattung gibt, diese aber nicht als Referenzdesign in öffentlichen AMD-Dokumenten gelistet sind.
- Mit dem angegebenen Zeitpunkt ist der Termin der öffentlichen Vorstellung angegeben, nicht der Termin der Verfügbarkeit der Modelle.
- Die TDP-Angaben des Herstellers können von den realen maximalen Leistungsaufnahmen abweichen.

### Leistungsdaten
Für die jeweiligen Modelle ergeben sich folgende theoretische Leistungsdaten:
| Modell             | Grafikprozessor/-speicher                        | Grafikprozessor/-speicher   | Grafikprozessor/-speicher   | Grafikprozessor/-speicher         |
| Modell             | Rechenleistung der Stream- Prozessoren in GFlops | Pixel- füllrate in GPixel/s | Texel- füllrate in GTexel/s | Daten- übertragungs- rate in GB/s |
| ------------------ | ------------------------------------------------ | --------------------------- | --------------------------- | --------------------------------- |
| Radeon HD 2350     | 042                                              | 02,1                        | 02,1                        | 06,4                              |
| Radeon HD 2400 Pro | 042                                              | 02,1                        | 02,1                        | 06,4                              |
| Radeon HD 2400 XT  | 056                                              | 02,8                        | 02,8                        | 011,2                             |
| Radeon HD 2600 Pro | 144                                              | 02,4                        | 04,8                        | 012,8                             |
| Radeon HD 2600 XT  | 192                                              | 03,2                        | 06,4                        | 022,4                             |
| Radeon HD 2600 XT  | 192                                              | 03,2                        | 06,4                        | 035,2                             |
| Radeon HD 2900 GT  | 288                                              | 07,2                        | 07,2                        | 051,2                             |
| Radeon HD 2900 Pro | 384                                              | 09,6                        | 09,6                        | 51,2                              |
| Radeon HD 2900 Pro | 384                                              | 09,6                        | 09,6                        | 102,4                             |
| Radeon HD 2900 Pro | 384                                              | 09,6                        | 09,6                        | 118,4                             |
| Radeon HD 2900 XT  | 474,88                                           | 11,8                        | 11,8                        | 105,98                            |
| Radeon HD 2900 XT  | 474,88                                           | 11,8                        | 11,8                        | 128                               |

Hinweise:
- Die angegebenen Leistungswerte für die Rechenleistung über die Streamprozessoren, die Pixelfüllrate, die Texelfüllrate und die Speicherbandbreite sind theoretische Maximalwerte. Die Gesamtleistung einer Grafikkarte hängt unter anderem davon ab, wie gut die vorhandenen Ressourcen ausgenutzt bzw. ausgelastet werden können. Außerdem gibt es noch andere, hier nicht aufgeführte Faktoren, die die Leistungsfähigkeit beeinflussen.
- Die Rechenleistung über die Streamprozessoren sind nicht direkt mit der Leistung der Nvidia-Geforce-8-Serie vergleichbar, da diese auf einer anderen Architektur aufbaut, welche anders skaliert.